# Озиго (Комо)
Озиго је насеље у Италији у округу Комо, региону Ломбардија.
Према процени из 2011. у насељу је живело 2561 становника. Насеље се налази на надморској висини од 494 м.